# Mustafo Achmedow
Mustafo Dżumabojewicz Achmedow (tadż. Мустафо Джумабоевич Ахмедов; ur. 2 stycznia 2002) – tadżycki zapaśnik walczący w stylu wolnym. Zajął szesnaste miejsce na mistrzostwach świata w 2023.
Dwunasty w indywidualnym Pucharze Świata w 2020. Piąty na mistrzostwach Azji w 2024. Wicemistrz Azji U-23 w 2023 i 2024, trzeci w 2022 i 2025 roku.